# Lake Clark (Neuseeland)
Der Lake Clark ist ein Gebirgssee im Southland District der Region Southland auf der Südinsel von Neuseeland.

## Geographie
Der Lake Clark befindet sich rund 2 km bzw. 2,3 km südlich des Wade Lake und des Lake Thomson sowie rund 2,7 km westlich des Lake Hankinson. Mit einer Flächenausdehnung von rund 29,8 Hektar und einem Seeumfang von rund 2,53 km erstreckt sich der Lake Clark über eine Länge von rund 890 m in Ost-West-Richtung und über eine Breite von rund 440 m in Nord-Süd-Richtung.
Gespeist wird der Lake Clark von dem von Westen kommenden Barrier Stream und verschiedenen Gebirgsbächen. Seinen Abfluss findet der See an seinem östlichen Ende, ebenfalls über den Barrier Stream, der wenig später und nördlich in den Lake Thomson mündet.